# Llengües ijo
Les llengües Ịjọ és una sub-família lingüística de llengües que es parlen al sud de Nigèria. Aquesta forma part de les llengües ijoid, que són llengües nigerocongoleses. Aquesta sub-família lingüística té tres grups lingüístics: les llengües ijo de l'est (ijo, del sud-est), les llengües ijo orientals (nkoroo, ibani, kalabari i kirike), les llengües ijo occidentals (biseni, okodia, oruma i izon). Aquestes llengües són parlades per les persones del grup humà ijaw.
Aquesta sub-família lingüística forma una branca de les llengües nigerocongoleses (juntament amb el defaka formen la família lingüística de les llengües ijoid) i les seves llengües estan caracteritzades per ser llengües Subjecte-Objecte-Verb que és poc usual en aquestes llengües africanes.
El berbice creole holandès, una llengua creole parlada a Guyana té un lèxic que està basat en part en les llengúes ijo.